# Potkovičasti bubreg
Potkovičasti bubreg (lat. ren arcuatus) je urođena anomalija u embrionalnom razvoju u kojoj bubrezi nemaju normalan pasuljast oblik, nego se međusobno spajaju svojim donjim polovima (sjedinjenjem parenhima ili čaure polova organa), i formiraju jednu strukturu oblika potkovice. Postojanje potkovičastog bubreg može da bude od značaja jer komplikuje neke druge intervencije poput operacije abdominalne aorte, ali ne sprečava transplantaciju bubrega i ovi pacijenti mogu biti donori organa, pod uslovom da je bubreg zdrav.

## Epidemiologija
Statistički podaci pokazuju da se potkovičasti bubreg javlja otprilike na svakih 500 novorodjenčadi, ali je realan broj možda i veći, zbog asimptomatske kliničke slike tokom života, pa bolesnici ne znaju da imaju ovu malformaciju. Takodje, dva puta češće se javlja kod osoba muškog pola, nego kod osoba ženskog pola.

## Etiologija
Tačan uzrok ove anomalije nije u potpunosti poznat, mada se kao mogući uzrok navodi genetska—porodična, predispozicija, unutar jedne familije i kod blizanaca. Može se javiti kod određenih poremećaja broja hromozoma, poput:
- trizomije hromozoma 21 (Daunov sindrom),
- trizomije hromozoma 18 (Edvardsov sindrom) i kod
- Tarnerovog sindroma.[4]

## Klinička slika
Iako je najčešće potkovičasti bubreg asimptomatska anaomalija, zbog sekundarne pojave kamena u bubregu (kalkuloze), hidronefroze, infekcija i razvijanja odredjenih tumora, kliničkom slikom dominiraju simptomi pratećih bolesti. Jer kod svakog trećeg bolesnika može doći do razvoja urinarne opstrukcije u maloj karlici i razvoja hidronefroze i urinarnih infekcija, kao i razvijanja kamena u bubregu
Simptomi urinarne infekcije, kamena u bubregu i urinarne staze koji se češće javljaju kod ove malformacije su identični kao kod normalno građenih bubrega.
Razvoj odredjenih tumora tokom života bolesnika sa potkovičastim bubregom, je moguć — poput Wilmsovog tumora, karcinoma bubrega, karcinoid tumora.
Kod potkovičastog bubrega takođe se mogu naći udružene anomalije: hipospadija, nespušteni testisi (kriptorhizam), dupliikacije uretera i duplikacija materice kod osoba ženskog pola

## Dijagnoza
Kao potkovičasti bubreg najčešće ne daje nikakve simptome, bolest se otkriva slučajno prilikom utrazvučnog pregleda zbog drugih oboljenja, ili stanja.
Slikovne metode
Ultrazvučni pregled trbuha je najčešće dovoljan za postavljanje dijagnoze, a skener (kompjuterizovana tomografija) i nuklearna magnetna rezonanca, intravenska urografija i scintigrafija se znatno ređe koriste u postavljanju dijagnoze ove malformacije.
Laboratorijske analize
Laoratorijska ispitivanja mokraće obavezno se radi zbog povećanog rizika od mokraćnih infekcija, kao i određivanje perametara funkcije bubrega iz krvi (urea i kreatinin).

## Terapija
Lečenje se pretežno zasniva na saniranju komplikacija. 
- Kod postojanja mokraćnih infekcija oridniraju se antibiotici.
- Kod prisustva kamena u bubregu, dolazi u pobzir hemijska, ili utrazvučna litotripsija (razbijanje kamena u bubregu), ili endoskopska litotrakcija.[6]
- Hirurško lečenje se primenjuje kod mokraćne staze i opstrukcije uretera, kao i prisustva tumora, i u domenu je urologa.[7]

## Literatura
- Rosenblum, S.; Pal, A.; Reidy, K. (април 2017). „Renal development in the fetus and premature infant”. Semin Fetal Neonatal Med. 22 (2): 58—66. PMC 5387761 . PMID 28161315. doi:10.1016/j.siny.2017.01.001.
- Nedima ATIĆ, Izeta SOFTIĆ, Jasminka TVICA (2007). „Anomalije urinarnog trakta u djece”. Pedijatrija danas. 3 (2): 149—163.

## Spoljašnje veze
- „Dečja hirurgija” (PDF). Архивирано из оригинала (PDF) 09. 05. 2021. г.

|  | Molimo Vas, obratite pažnju na važno upozorenje u vezi sa temama iz oblasti medicine (zdravlja). |